# 미즈타니 히사노부
미즈타니 히사노부(일본어: 水谷 寿伸, 1941년 1월 3일 ~ )는 일본의 전 프로 야구 선수이자 야구 지도자, 야구 해설가·평론가이다. 아이치현 나고야시 지쿠사구 출신이며 현역 시절 포지션은 투수였다. 1959년부터 1963년까지의 등록명은 미즈타니 노부히사(水谷 伸久)이다.

## 인물
아이치 상업고등학교에서는 1957년 춘계 선발 대회(제29회 선발 고등학교 야구 대회)의 대기 투수로 출전했는데 1차전에서 다카마쓰 상업고등학교의 이시카와 요조에게 막혀 완봉패를 당했지만 이 경기에서 구원 등판하여 고시엔에 첫 등판했다. 1년 위의 동료이자 유격수인 요코치 요시마쓰가 있다. 그해 가을 주부 대회 아이치현 예선에서도 결승 리그에 진출했지만 4개 학교 가운데 3위에 끝나 본선 출전을 놓쳤다. 이듬해 1958년 여름에도 아이치현 예선에서 패해 고시엔 대회에는 출전하지 못했다.
고교 졸업 후 1959년 주니치 드래곤스에 입단, 프로 데뷔 직후에 어깨 부상으로 이후에는 타격 투수로서 1군에 대동하고 있었다. 그러나 1964년에는 1군에 합류했다. 1965년에는 선발진의 일원으로 기용돼 50경기에 등판하여 15승(9선발승)을 기록했고 이듬해 1966년에는 38경기에 등판하면서 2년 연속 두 자릿수 승리를 기록해 10승(모두 선발)을 거두었다. 1969년부터는 주로 중간 계투로 기용됐지만 1971년에는 선발로 복귀하여 시즌 9승(7선발승)을 남겼고, 그해부터 2년 연속 올스타전에 출전했다. 1974년에는 중간 계투로 활약하면서 요미우리 자이언츠의 리그 10연패를 저지하여 20년 만의 리그 우승에 큰 기여를 했다. 그해 롯데 오리온스와 맞붙은 일본 시리즈에도 2경기에 등판했고 그 해를 마지막으로 현역에서 은퇴했다.
은퇴 후에는 주니치에서 스카우트(1975년 ~ 1976년), 2군 투수 코치(1977년 ~ 1978년, 1981년 ~ 1985년, 1993년 ~ 1994년)을 역임했으며 코치직을 맡고 있는 사이에 틈틈이 해설자로서 활동하여 나고야 TV 방송 해설자(1979년 ~ 1980년, 1986년 ~ 1992년)를 역임했고 1986년부터 1987년까지 MBC 청룡에서 투수코치를 맡았다. 현재는 주니치 스포츠 평론가로 활동하고 있으며 주로 주니치 2군에 관한 논평을 하고 있다.

## 상세 정보

### 출신 학교
- 아이치현립 아이치 상업고등학교

### 선수 경력
- 주니치 드래곤스(1959년 ~ 1974년)

### 지도자 경력
- 주니치 드래곤스 2군 투수 코치(1977년 ~ 1978년, 1981년 ~ 1985년, 1993년 ~ 1994년)
- MBC 청룡 투수코치 (1986년 ~ 1987년)

### 개인 기록
- 올스타전 출장 : 2회(1971년, 1972년)

### 등번호
- 35(1959년 ~ 1960년)
- 27(1961년 ~ 1974년)
- 63(1977년)
- 78(1978년)
- 75(1981년 ~ 1985년)
- 92(1993년 ~ 1994년)

### 등록명
- 水谷 伸久(みずたに のぶひさ 미즈타니 노부히사[*], 1959년 ~ 1963년)
- 水谷 寿伸(みずたに ひさのぶ 미즈타니 히사노부[*], 1964년 ~ )

### 연도별 투수 성적
| 연 도       | 소 속       | 등 판 | 선 발 | 완 투 | 완 봉 | 무 4 구 | 승 리 | 패 전 | 세 이 브 | 홀 드 | 승 률 | 타 자 | 이 닝  | 피 안 타 | 피 홈 런 | 볼 넷 | 고 4 | 몸 맞 | 탈 삼 진 | 폭 투 | 보 크 | 실 점 | 자 책 점 | 평 자 책 | W H I P |
| ----------- | ----------- | ----- | ----- | ----- | ----- | ------- | ----- | ----- | -------- | ----- | ----- | ----- | ------ | -------- | -------- | ----- | ---- | ----- | -------- | ----- | ----- | ----- | -------- | -------- | ------- |
| 1960년      | 주니치      | 7     | 0     | 0     | 0     | 0       | 1     | 0     | --       | --    | 1.000 | 47    | 10.2   | 11       | 2        | 5     | 0    | 0     | 6        | 0     | 0     | 9     | 7        | 5.91     | 1.50    |
| 1962년      | 주니치      | 4     | 1     | 0     | 0     | 0       | 1     | 0     | --       | --    | 1.000 | 29    | 8.1    | 3        | 0        | 1     | 0    | 0     | 9        | 0     | 0     | 0     | 0        | 0.00     | 0.48    |
| 1963년      | 주니치      | 10    | 0     | 0     | 0     | 0       | 0     | 0     | --       | --    | ----  | 59    | 12.0   | 16       | 1        | 7     | 2    | 1     | 3        | 0     | 0     | 13    | 12       | 9.00     | 1.92    |
| 1964년      | 주니치      | 27    | 4     | 2     | 1     | 1       | 2     | 4     | --       | --    | .333  | 339   | 84.0   | 72       | 6        | 18    | 2    | 2     | 55       | 0     | 0     | 31    | 22       | 2.36     | 1.07    |
| 1965년      | 주니치      | 50    | 21    | 8     | 4     | 3       | 15    | 10    | --       | --    | .600  | 768   | 192.0  | 160      | 11       | 44    | 6    | 4     | 126      | 0     | 0     | 61    | 53       | 2.48     | 1.06    |
| 1966년      | 주니치      | 38    | 31    | 4     | 2     | 0       | 10    | 7     | --       | --    | .588  | 767   | 189.0  | 172      | 14       | 48    | 3    | 4     | 93       | 0     | 1     | 61    | 55       | 2.62     | 1.16    |
| 1967년      | 주니치      | 33    | 26    | 4     | 1     | 0       | 6     | 6     | --       | --    | .500  | 573   | 136.2  | 134      | 13       | 35    | 1    | 3     | 83       | 0     | 0     | 62    | 51       | 3.36     | 1.24    |
| 1968년      | 주니치      | 35    | 17    | 1     | 1     | 0       | 4     | 9     | --       | --    | .308  | 460   | 111.1  | 110      | 14       | 21    | 2    | 4     | 70       | 0     | 0     | 52    | 47       | 3.80     | 1.18    |
| 1969년      | 주니치      | 47    | 2     | 0     | 0     | 0       | 5     | 5     | --       | --    | .500  | 359   | 88.2   | 79       | 13       | 25    | 3    | 1     | 55       | 0     | 0     | 39    | 38       | 3.86     | 1.17    |
| 1970년      | 주니치      | 39    | 4     | 0     | 0     | 0       | 5     | 4     | --       | --    | .556  | 370   | 91.1   | 91       | 6        | 25    | 3    | 2     | 43       | 1     | 1     | 33    | 31       | 3.05     | 1.27    |
| 1971년      | 주니치      | 36    | 21    | 7     | 2     | 1       | 9     | 11    | --       | --    | .450  | 684   | 170.1  | 141      | 10       | 38    | 6    | 8     | 78       | 2     | 0     | 50    | 46       | 2.43     | 1.05    |
| 1972년      | 주니치      | 31    | 24    | 5     | 1     | 1       | 6     | 12    | --       | --    | .333  | 659   | 163.1  | 143      | 17       | 29    | 3    | 5     | 73       | 1     | 1     | 66    | 48       | 2.64     | 1.05    |
| 1973년      | 주니치      | 33    | 16    | 3     | 1     | 1       | 6     | 6     | --       | --    | .500  | 574   | 140.0  | 119      | 16       | 42    | 4    | 5     | 59       | 0     | 0     | 65    | 55       | 3.54     | 1.15    |
| 1974년      | 주니치      | 33    | 1     | 0     | 0     | 0       | 1     | 1     | 0        | --    | .500  | 257   | 61.2   | 57       | 8        | 18    | 3    | 1     | 41       | 0     | 0     | 31    | 28       | 4.09     | 1.22    |
| 통산 : 14년 | 통산 : 14년 | 423   | 168   | 34    | 13    | 7       | 71    | 75    | 0        | --    | .486  | 5945  | 1459.1 | 1308     | 131      | 356   | 38   | 40    | 794      | 4     | 3     | 573   | 493      | 3.04     | 1.14    |